# باشگاه فوتبال پونته پرتا
باشگاه فوتبال پونته پرتا (انگلیسی: Associação Atlética Ponte Preta) که معمولاً با نام ساده پونته پرتا شناخته می‌شود، یک باشگاه فوتبال برزیلی در کامپیناس، ایالت سائوپائولو است. آنها در حال حاضر در سری بی برزیل، سطح دوم فوتبال برزیل، و همچنین در Campeonato Paulista Série A2، رده دوم لیگ فوتبال ایالت سائوپائولو بازی می‌کنند.

## هماورد
بزرگترین رقیب پونته پرتا باشگاه فوتبال گوارانی است که آن‌هم از کامپیناس می‌آید. بازی بین گوارانی و پونته پرتا به دربی کمپینیرو معروف است. این یک رقابت صد ساله (اولین مسابقه در ۲۴ مارس ۱۹۱۲ برگزار شد) و بزرگترین رقابت در حومه برزیل و یکی از شدیدترین رقابت‌ها در کل کشور است.

## بسکتبال
پونته پرتا یکی از قدرتمندترین تیم‌های تاریخ بسکتبال زنان برزیل را در اوایل دهه ۹۰ میلادی داشت که دو بار قهرمان مسابقات قهرمانی باشگاه‌های جهان شد.